# 相思树豆

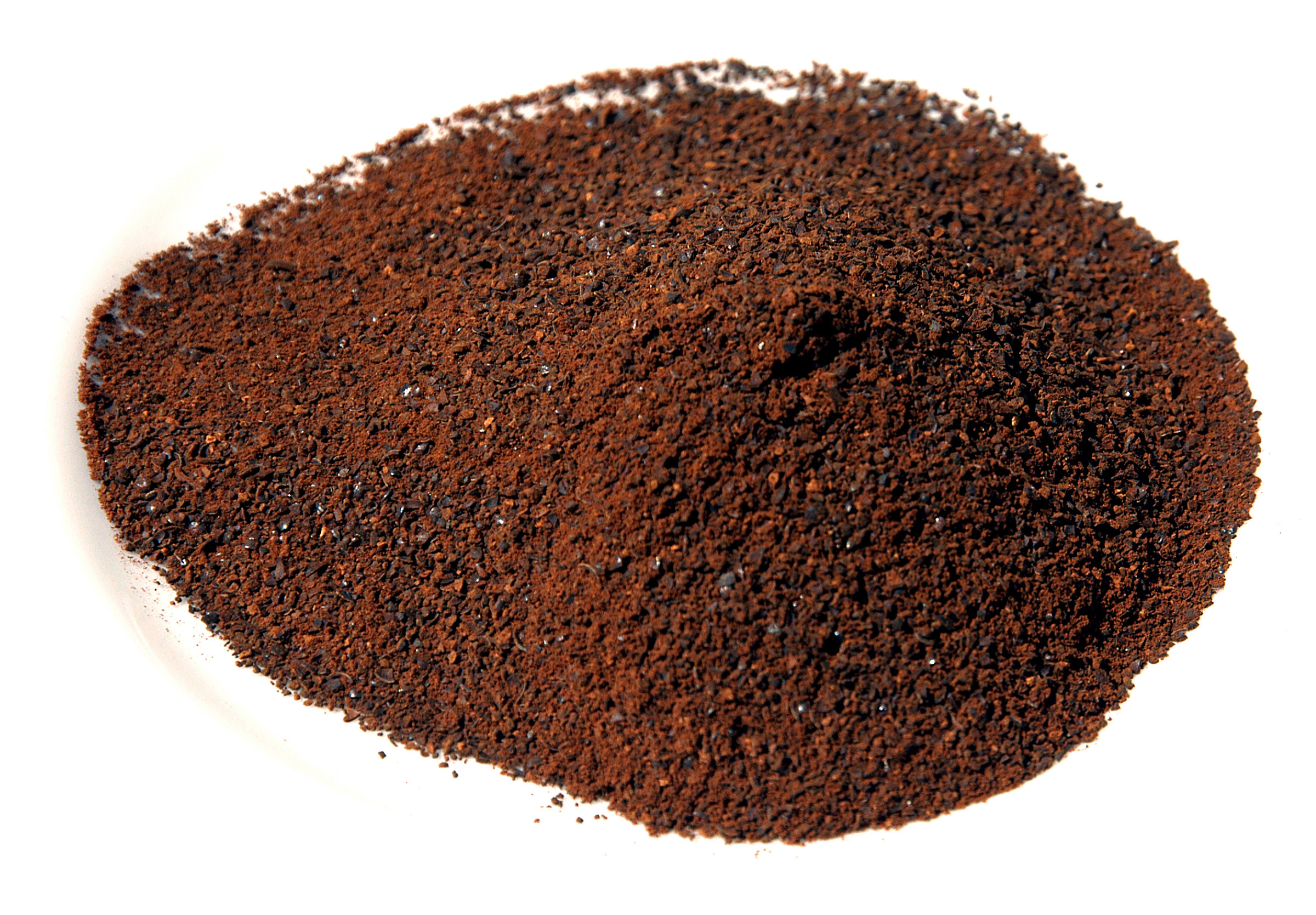
秀丽相思（Acacia victoriae）豆粒磨成的粉

相思树豆（英語：wattle seed）是适合食用的某些相思树属植物的豆粒，产于澳大利亚。相思树豆是澳大利亚原住民的传统粮食，过去一直依赖野外采集，但近年来澳大利亚已经开始驯化栽培粮用相思树。主要的粮用相思树种包括：
- 银叶相思
- 贝利氏相思
- 短串相思
- 菖蒲叶相思
- 科尔氏相思
- 革质相思
- 考尔氏相思
- 荣桦相思
- 长叶相思
- 小串相思
- 穆雷氏相思
- 密花相思
- 坚强相思
- 金柳相思
- 秀丽相思